# Buckden Towers
Buckden Towers, tidligere Buckden Palace, er en befæstet herregård på hovedgaden i Buckden i Cambridgeshire i England.
Bygningen blev opført i 1400-tallet, hvor der i 1100-tallet lå en træbygning. Optegnelser viser, at biskoppen af Lincoln brugte det. Træbygningen blev erstattet af kraftigere bygninger i sten, og der blev tilføjet et højt murstenstårn i 1475, der blev beskyttet af mure og en voldgrav, som blev omgivet af en ydre borggård. Dele af komplekset blev nedrevet i 1832 på ordre fra Ecclesiastical Commissioners. Det victorianske hus på stedet blev opført i 1872.